# Tentativa de assassinato de ACM Neto
Uma tentativa de assassinato de ACM Neto ocorreu no dia 18 de dezembro de 2006, quando o então deputado federal brasileiro Antônio Carlos Magalhães Neto (ACM Neto), filiado ao então Partido da Frente Liberal (PFL), foi vítima de um golpe de peixeira nas costas por uma mulher de 45 anos, na saída de seu escritório político no bairro da Pituba, em Salvador, Bahia. De acordo com o depoimento do então assessor parlamentar de ACM Neto, Bruno Reis, filiado ao então Partido Humanista da Solidariedade (PHS), que estava ao lado do deputado no momento do acontecido, a autora do crime se aproximou do deputado no momento em que ACM Neto estava entrando em seu automóvel e desferiu uma facada no lado direito das costas dele e, antes de golpeá-lo, chegou a dizer que "o amava".
A secretária de ACM Neto viu pela janela o ocorrido e acionou a polícia e uma ambulância para prestar socorro ao deputado.

## Motivação
A executora do crime foi identificada como Rita de Cássia Sampaio, pensionista, moradora de Ipiaú, estava em Salvador sozinha, hospedada na casa de uma amiga. Segundo o delegado Carlos Wilson, da 16.ª delegacia da Polícia Civil do Estado da Bahia, em Salvador, ela teria planejado e executado o crime, pois a mesma havia ido ao escritório do político duas vezes solicitar ajuda do mesmo para resgatar recursos do Fundo de Garantia do Tempo de Serviço (FGTS) e que o mesmo não ajudou. Wilson afirmou que se tratava de um crime premeditado, pois a mesma estava a espera do deputado na porta do escritório desde às 9h da manhã. Rita de Cássia foi presa em flagrante e posteriormente condenada por homicídio qualificado e encaminhada para o presídio feminino da capital.
ACM Júnior, ex-senador pela Bahia e pai do então deputado, ao tomar conhecimento do crime, sofreu uma crise hipertensiva e foi internado.[carece de fontes?]
O deputado foi encaminhado para o Hospital da Bahia, onde foi constatado que o corte não havia atingido a camada das vias aéreas, sendo uma perfuração superficial. Fora conduzido ao centro cirúrgico para realização da sutura da lesão permanecendo em observação pela equipe médica até o dia seguinte, 19 de dezembro de 2006.